# أتسشي كيسايتشي
أتسشي كيسايتشي (私市淳 كيسايتشي أتسشي) هو مؤدي أصوات ياباني 

## نشأته
ولد في 23 فبراير 1971 في طوكيو.

## أدواره في الأنمي

### مسلسلات أنمي تلفزيونية
- Kanon (2002) - يويتشي أيزاوا
- كود جياس لولوش المتمرد - شوغو أساهينا
- كود جياس لولوش المتمرد R2 - شوغو أساهينا, لوسيانو برادلي
- هذا العالم القبيح والجميل - شينيتشي أساكورا
- ماهوروماتيك - كيومي كاواهارا
- أوكيكو فوريكابوتيه - يوشيرو هامادا
- أوكيكو فوريكابوتّيه 〜فصل بطولة الصيف〜 - يوشيرو هامادا
- دراماتيكال مردر - أوبا
- بوكيمون - ماتيو
- أوف سايد - ياكومارو

## أدواره في ألعاب الفيديو
- سلسلة العاب كيربي - ميتا نايت
- سوبر سماش برذرز براول - ميتا نايت

## وصلات خارجية
- أتسشي كيسايتشي على موقع IMDb (الإنجليزية)
- أتسشي كيسايتشي على موقع ميوزك برينز (الإنجليزية)
- أتسشي كيسايتشي على موقع قاعدة بيانات الفيلم (الإنجليزية)